# Gwenafwy
Santa Gwenafwy fue una santa precongregacional de Gales del Sur que vivió durante la Edad Media. Era hija  de Caw de Strathclyde, y hermana de Peillan, Eigron y Peithein entre otros. Fue a Cornualles con su hermano Eigron, donde  es recordada en iglesias en Gwennap.
Su festividad se celebra el 1 de julio.